# 黒白の狐-林昌寺縁記

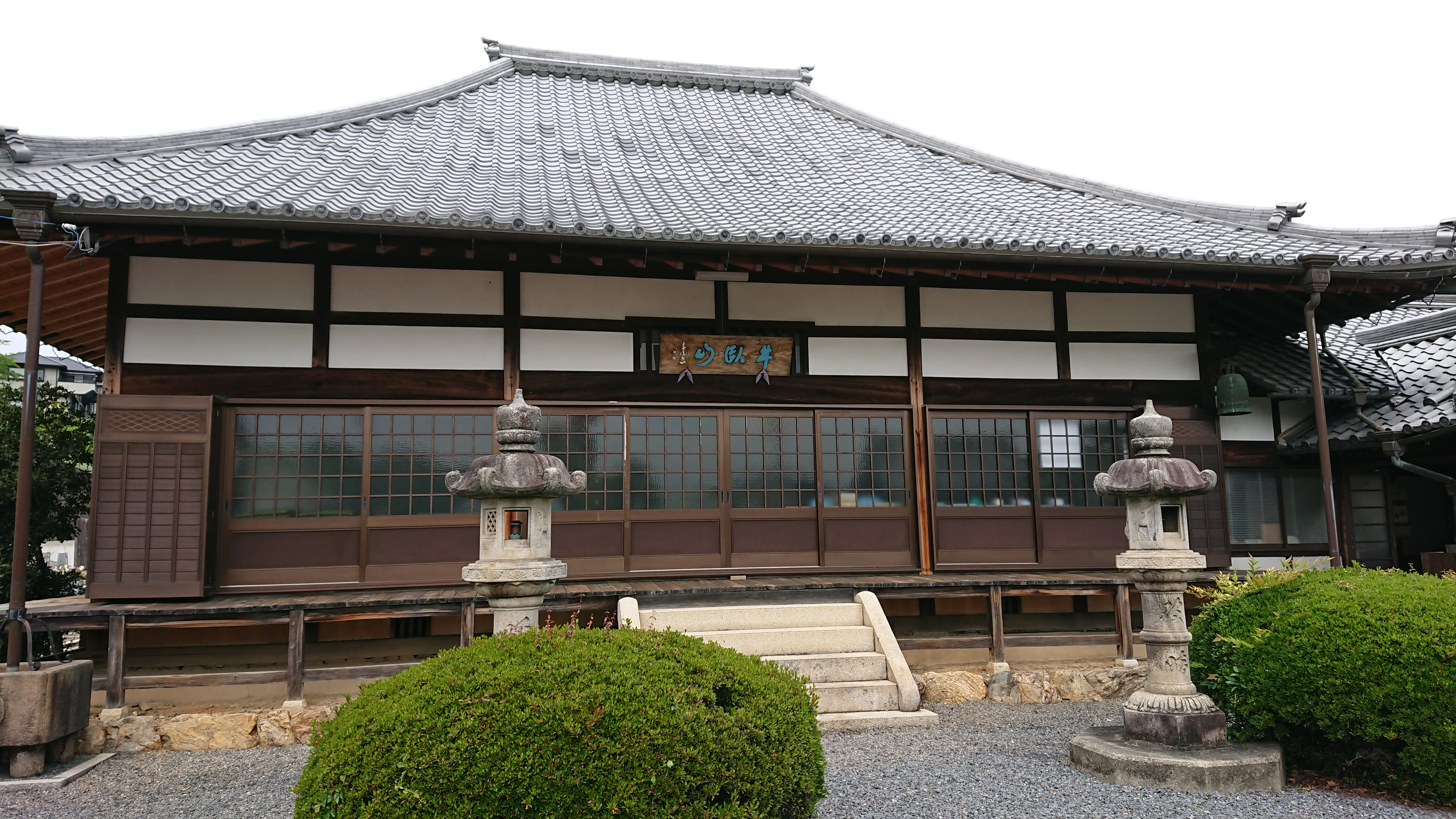
林昌寺

『黒白の狐-林昌寺縁記』は、愛知県春日井市外之原町にある林昌寺に伝わる霊験。

## 縁記
外之原町の街道の左手に牛臥山林昌寺がある。廻間に住んでいた林昌則という人は、猟師であった。ある日、いつものように弓矢を持ち山深く入ったが、日が落ちてきたので帰ることにした。日が落ち空は暗くなり、星がまばらに出てきた。迷ってしまった。道の分かれ目もわからない。月が出るのを待つうちに、いつとはなく眠ってしまった。何となく、あたりにぱっと光がさしたので驚いて目を覚ますと、月が出たのではなく、こぶし大の赤い火の玉が次第に自分に近づいてくる。何とも不思議な光物であった。このような物を見たのは初めてだった。きっと狐か狸のしわざだと思い、弓に矢をつがえ放った。矢が火の玉を射貫くと、たちまち火の玉は二つに割れて、次第に燈火のようにうすれてしまった。不思議に思いそばへ寄ると、一匹の黒白の狐が、矢を口にふくんで、何かを語るような様子であった。昌則は五体のしびれを感じ、「ああもったいない、臥牛山の主だったのですか、そうとは知らず矢を射ったことをお許しください。」と弓を投げ捨てて大地にひれ伏して礼拝すると、不思議なことに、目の前にいた黒白の狐の姿が消えてしまった。これはきっと臥牛山の主だったのだと考え、頂上に登ってみると東のすみに一個の石室があった。よく見ると先ほど放った矢と稲荷大明神の立像だったので、一層確信を深め罪の中で殺生より重いものはないということを理解し、このことを縁に今後は決して殺生はしまいと神前に誓い、その場に弓矢を投げ捨てて礼拝し、月の光を頼りに自分の里に帰った。そして悟りを得て、名を観空由公と改めた。後に、ふと初心の事を思い出し、ゆかりの地である臥牛山の麓の虎藪に一堂を建てて薬師如来を安置した。里人たちはこれを聞き、殊勝なことと食べものなどを与えたので、昌則は喜び念仏三昧に入り、九十二才でこの世を去った。この夜、不思議なことに臥牛山に狐火が現れ、全山を包むがごとき奇観を呈したということである。

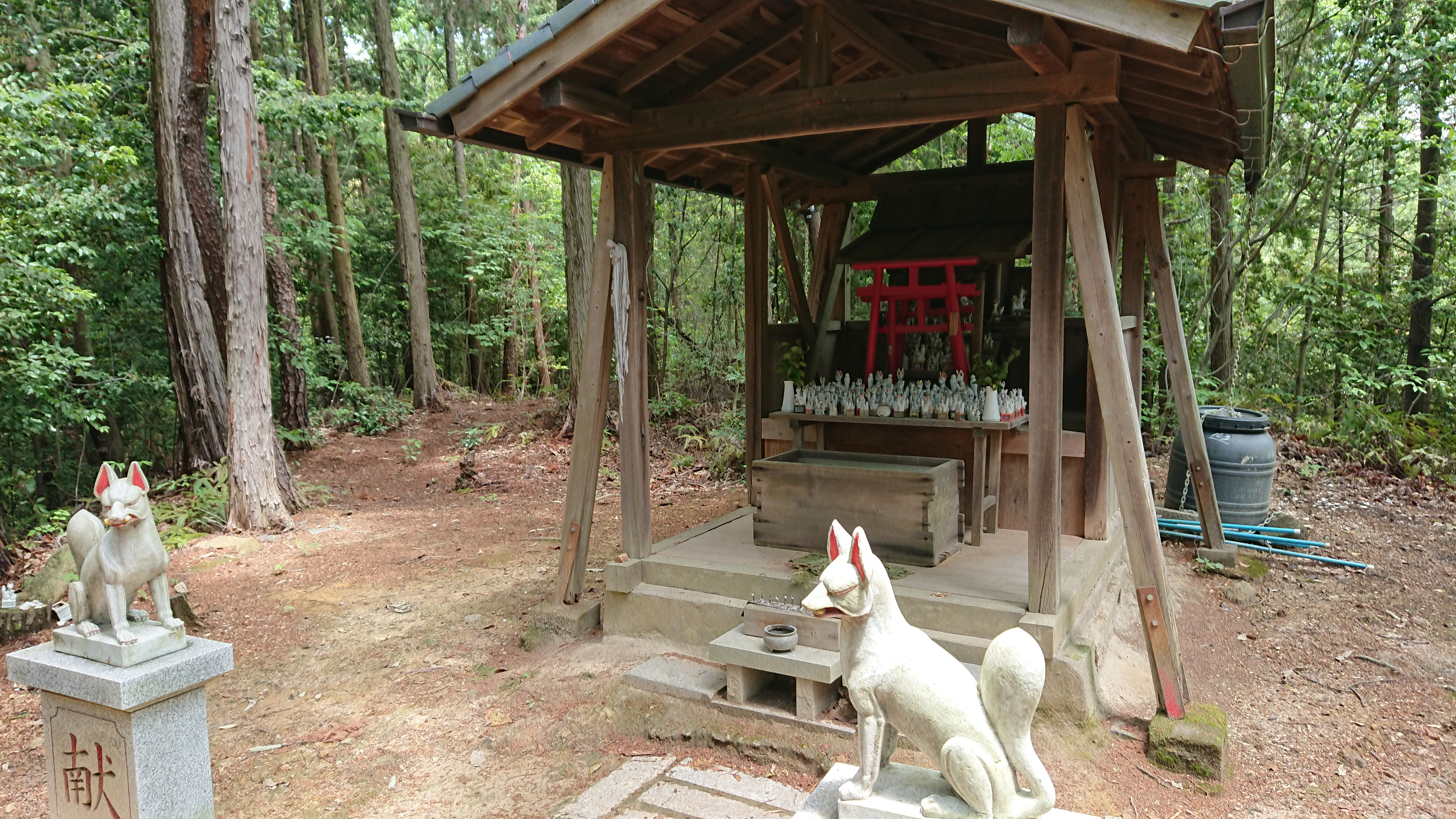
牛臥山稲荷神社
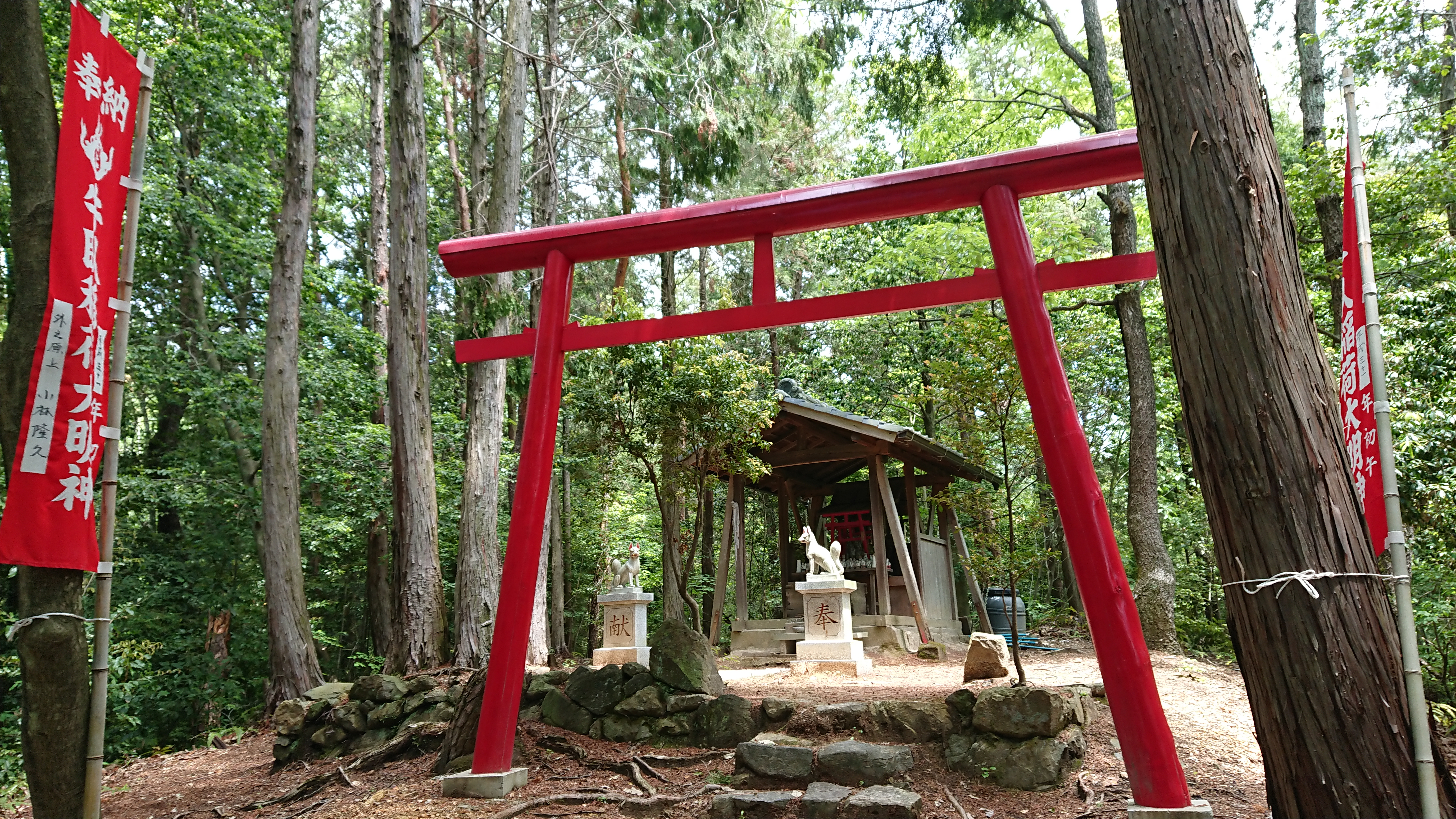
牛臥山稲荷神社の鳥居

## 黒白の狐
山の主はなぜ狐なのか？臥牛山を舞台にするのであれば、狐ではなく山の名を冠している牛の方が適当だと思える。だが牛とは縁もゆかりもない狐が山の主になっているのには理由がある。元来、狐というのは稲作の神稲荷として祀られてきた。その稲荷に化かされ狩猟を生業としてきた猟師が人生を悔い改め仏道に入るというのは、「狩猟民の農耕民化」を表していると考えられる。こういった事柄を隠喩的表現で表すために山の主を狐にしているのだと思われる。

## 類似縁記
「大山縁記」「立山開山縁記」「熊野権現垂迹縁記」「四国徧霊場記」「継鹿尾山縁記」「間々観音縁記」などがある。林昌寺縁記は春日井市内の伝説の中でも珍しく内容が似ている伝説が各地に存在している。各地の縁記を比較すると林昌寺縁記は全ての要素がそろっている典型例である。また、著名社寺縁記と遜色がないことからおそらく林昌寺の僧が著名社寺縁記に通じていたと考えられる。